# Бискупјец
Бискупјец (пољ. Biskupiec) град је у Пољској, седиште општине у варминско-мазуријском војводству у олштињском повјату.
У граду живи око: 10,4 хиљада људи (2004)
.

## Историја
Статус града Бискупјец је добио 1395. године. Када је добијен статус града грађани су добили ослобођење од плаћања пореза на 12 година. Бискупјец је био ограђен зидинама и имао је две капије. Крајем XIX века у град је стигла железница. Индустрализација града почње средином XIX века.

### Познати Бискупјчани
- Игњаци Питерашевски
- Тадеуш Журалски
- Едвард Херман

## Демографија
| 2012.  |
| ------ |
| 10.669 |

## Партнерски градови
- Брамше